# XX (Great Big Sea opsamlingsalbum)
XX er det et opsamlingsalbum fra det canadiske folkrockband Great Big Sea. Det blev udgivet i d. 30. oktober 2012 for at fejre gruppens 20-års jubliæum. Albummet blev udgivet på to CD'er, men i en Deluxe Edition med tre CD'er, der indeholdt en DVD med dokumentarfilm Meet Great Big Sea på omkring en time og andet ekstramateriale.

## Spor

### Disk 1 -Pop
1. "Born to Believe"  – 3:45 (tidligere uudgivet)
2. "What Are You At"  – 3:10 (fra Great Big Sea)
3. "Run Runaway"  – 2:50 (fra Up)
4. "Goin' Up"  – 3:11 (Fra Up)
5. "When I'm Up (I Can't Get Down)"  – 3:23 (fra Play)
6. "Ordinary Day"  – 3:09 (fra Play)
7. "How Did We Get Fra Saying 'I Love You'"  – 3:47 (fra Play)
8. "Consequence Free"  – 3:14 (fra Turn)
9. "Feel It Turn"  – 3:47 (fra Turn)
10. "Boston and St. John's"  – 3:47 (fra Turn)
11. "Sea of No Cares"  – 3:41 (fra Sea of No Cares)
12. "Clearest Indication"  – 4:12 (fra Sea of No Cares)
13. "When I Am King"  – 2:31 (fra Something Beautiful*)
14. "Something Beautiful"  – 3:47 (fra Something Beautiful*)
15. "Love Me Tonight"  – 4:12 (fra Fortune's Favour)
16. "Walk On The Moon"  – 3:35 (fra Fortune's Favour)
17. "Live This Life"  – 4:39 (previously unreleased)
18. "Nothing But A Song"  – 3:02 (fra Safe Upon the Shore)
19. "Long Life (Where Did You Go)"  – 3:11 (fra Safe Upon the Shore)
20. "Let My Love Open The Door"  – 4:16 (tidligere uudgivet)

### Disk 2 -Folk
1. "Heart of Hearts"  – 4:09 (tidligere uudgivet)
2. "Great Big Sea / Gone By The Board"  – 3:36 (fra Great Big Sea)
3. "Donkey Riding"  – 2:22 (fra Play)
4. "A Boat Like Gideon Brown"  – 2:54 (fra Sea of No Cares)
5. "Dancing With Mrs. White"  – 2:06 (fra Up)
6. "General Taylor"  – 2:55 (fra Play)
7. "Come And I Will Sing You"  – 3:43 (fra The Hard and The Easy)
8. "Ferryland Sealer"  – 3:17 (fra Turn)
9. "Lukey"  – 3:23 (med The Chieftains. Fra Fire in the Kitchen)
10. "Captain Wedderburn"  – 3:37 (Fra Turn)
11. "Captain Kidd"  – 2:50 (fra The Hard and The Easy)
12. "Le Bon Vin"  – 3:08 (tidligere uudgivet)
13. "England (Live)"  – 4:45 (fra Courage & Patience & Grit)
14. "Old Black Rum"  – 2:29 (fra Up)
15. "The Night Pat Murphy Died"  – 3:00 (fra Play)
16. "River Driver"  – 3:03 (fra The Hard and The Easy)
17. "Mari-Mac"  – 2:33 (fra Up)
18. "Excursion Around The Bay"  – 2:28 (fra Great Big Sea)
19. "Josephine The Baker"  – 4:35 (tidligere uudgivet)
20. "Good People"  – 2:34 (fra Safe Upon the Shore)

### Disk 3 -Rogue Waves(kun i Deluxe Edition)
1. "Republican Song"  – 3:18
2. "Get in the Van"  – 2:35
3. "Countryside"  – 3:15
4. "Father's Eye"  – 3:33
5. "Little Beggarman"  – 5:18
6. "Long Life (Where Did You Go?)"  – 2:57
7. "You Only Get So Many Summers"  – 3:25
8. "Widow in the Window"  – 4:18
9. "The Ladder"  – 3:45
10. "Something Beautiful"  – 3:39
11. "Rough Atlantic Sea"  – 2:27
12. "Six Months in a Leaky Boat"  – 3:04
13. "Silver Linings"  – 3:29
14. "Say You Will"  – 3:32
15. "Nothing But a Song"  – 3:41
16. "Play the Game"  – 1:51
17. "I Don't Feel Like Losing"  – 2:48
18. "Here Comes My Baby"  – 2:59
19. "Clearest Indication"  – 3:31
20. "Parade"  – 4:31

## Hitlister
| Hitliste (2012)       | Højeste placering |
| --------------------- | ----------------- |
| Canadian Albums Chart | 11                |

## Certificeringer
- Canada: Guld[4]